# Elia Heikel
Pour les articles homonymes, voir Heikel.
Elia Heikel (né le 19 octobre 1852 à Brändö – mort le 3 janvier 1919 à Helsinki) est un architecte finlandais qui fonde un cabinet d'architecte à Helsinki avec Konstantin Kiseleff.

## Ouvrages principaux

### à Helsinki
- 1884, Manoir d'Irjala, Kieseleff & Heikel
- 1887, Kesäranta (Villa Bjälbo)[1],
- 1898, Mannerheimintie 12 / Kalevankatu 2, Kiseleff & Heikel
- 1899,  Immeuble Tallberg, 21, rue Aleksanterinkatu, Kluuvi (avec S. Michailoff)
- 1889, Ratakatu 1c-Yrjönkatu 2b, Punavuori, avec Selim A. Lindqvist
- 1890, Immeuble Merkurius, Esplanadi, avec Selim A. Lindqvist
- 1891, Uudenmaankatu 23, Kamppi, avec Johan Eskil Hindersson
- 1897, Vuorimiehenkatu 1, Ullanlinna, avec Selim A. Lindqvist
- 1899, Ancien port, Kanavakatu 9-17, Katajannokka
- 1900, Aleksanterinkatu 21, Kluuvi (avec S. Michailoff)
- 1904, Immeuble Tallberg, Kapteeninkatu 12-18, Ullanlinna, (avec Richard Willman)
- 1897, Vuorimiehenkatu 1, Ullanlinna, avec Selim A. Lindqvist

### à Kauniainen
- 1903, Villa Heikel (fi)

## Galerie

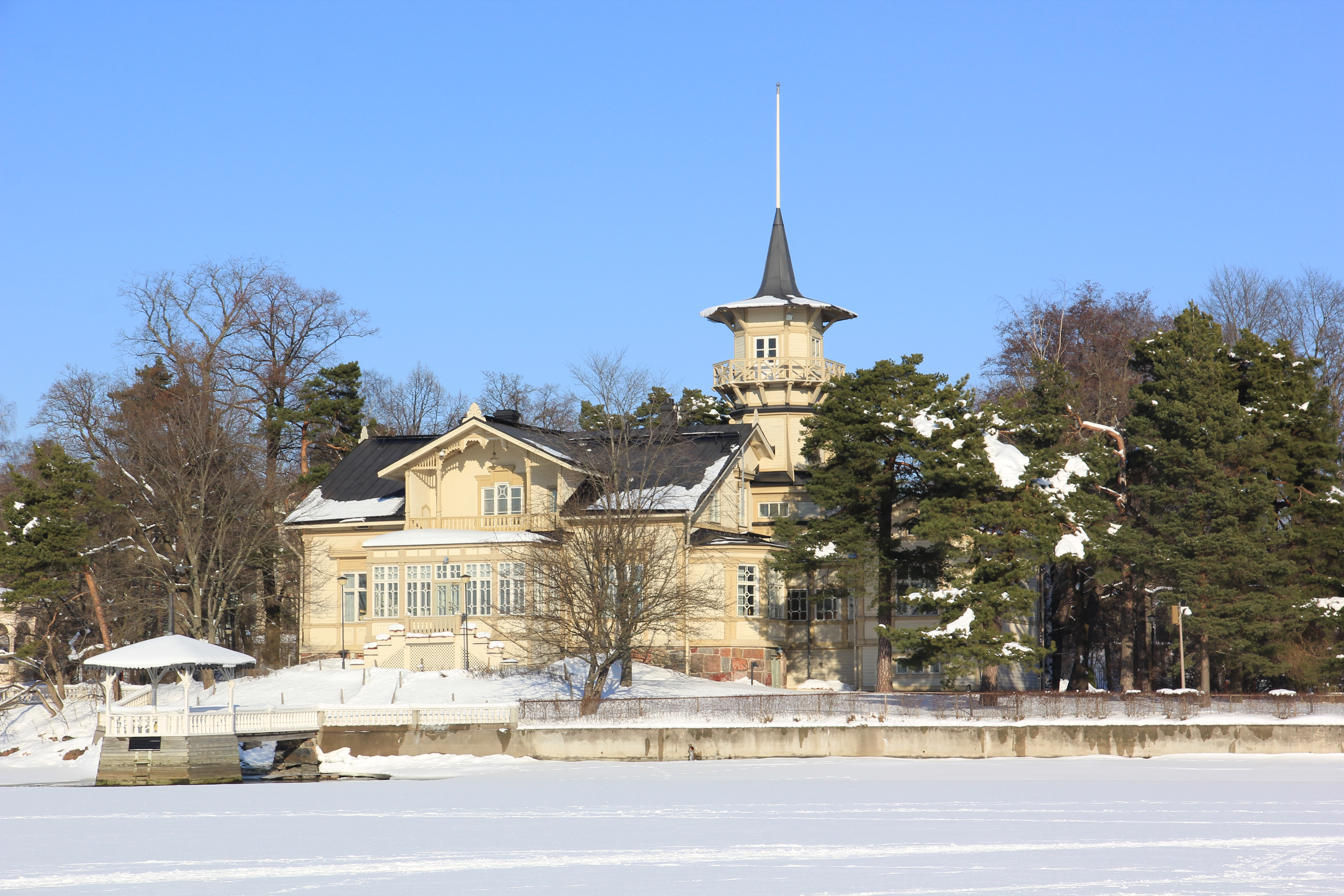
Kesäranta
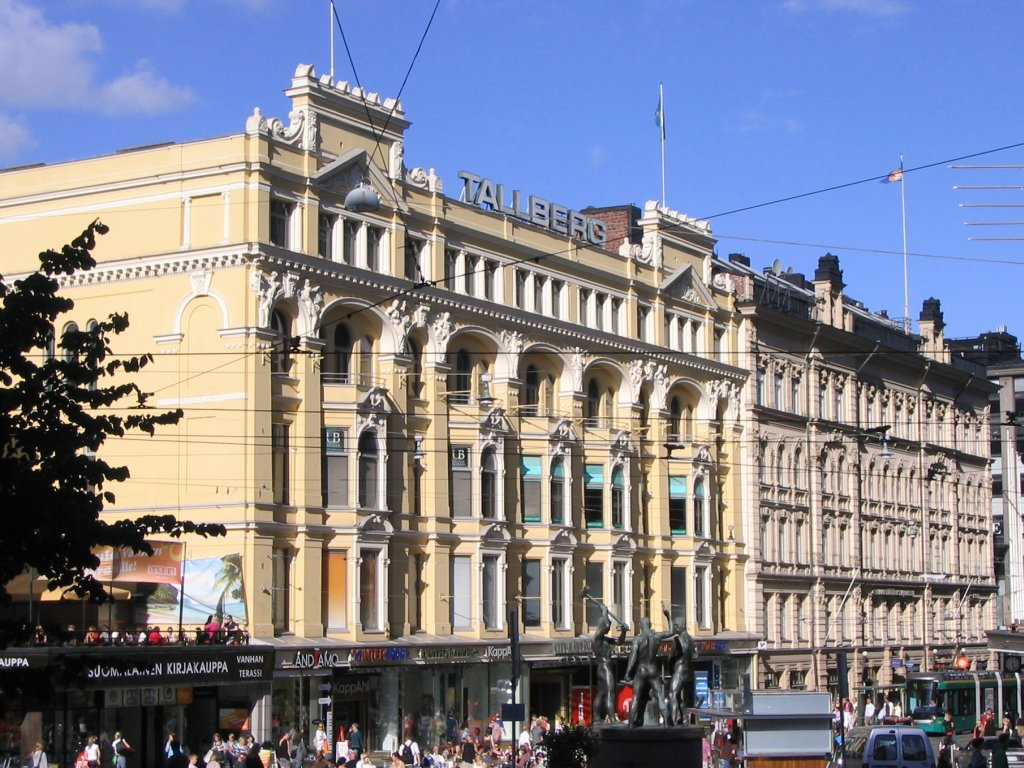
Immeuble Tallberg
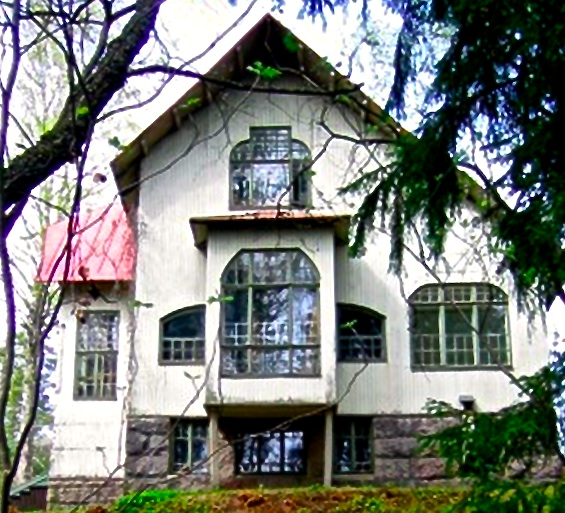
Villa Heikel (fi)
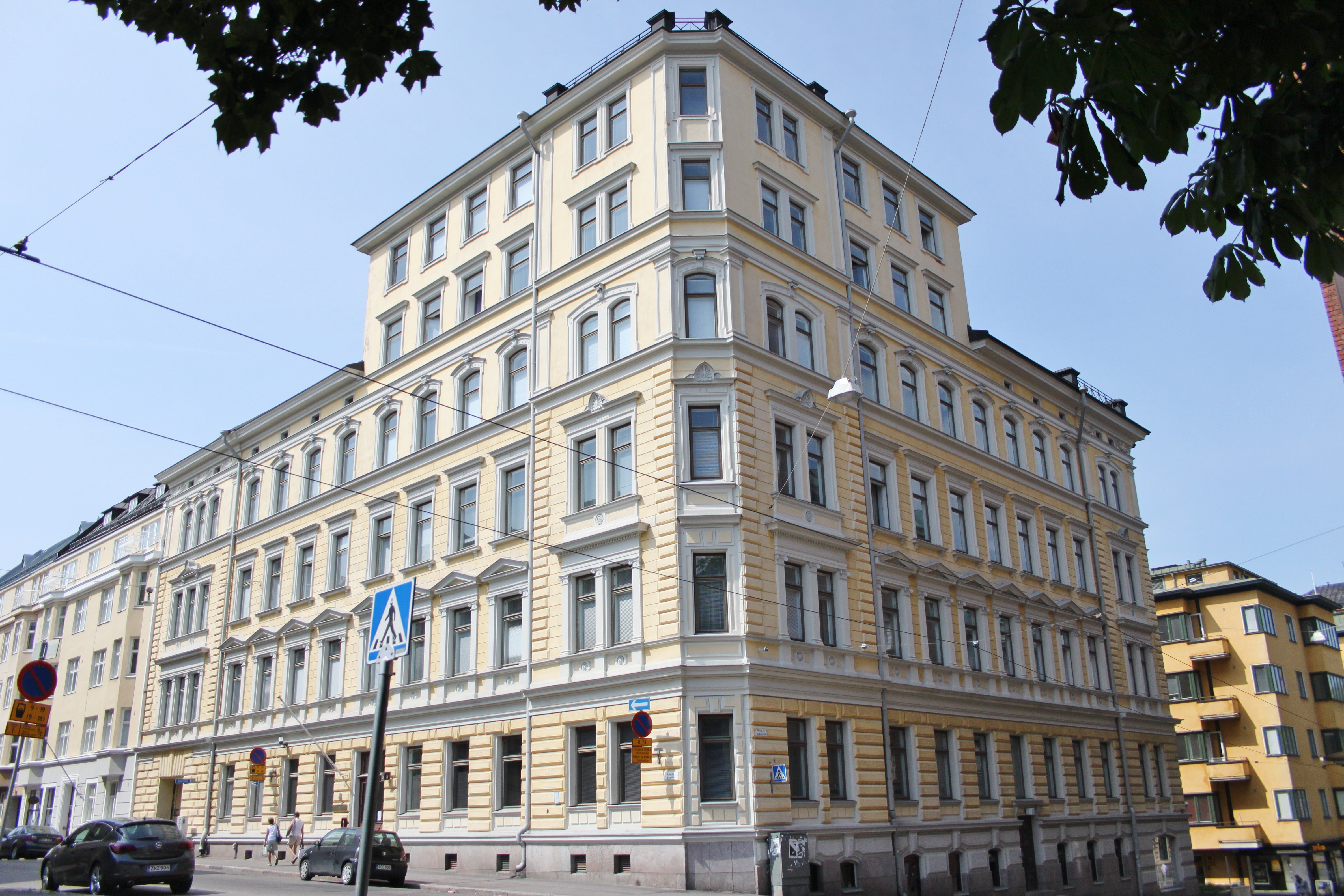
Ratakatu 1c-Yrjönkatu 2b, Punavuori